# 市浦村
市浦村（しうらむら）は、青森県にあった村。北津軽郡に属した。岩木川が流れ込む十三湖に面していた。

## 地理
- 海: 日本海
- 河川: 岩木川
- 湖沼: 十三湖

### 隣接していた自治体
- つがる市
- 北津軽郡中泊町
- 東津軽郡外ヶ浜町

## 歴史

### 沿革
- 1889年（明治22年）4月1日 - 町村制施行にともない以下の3村が発足。
  - 北津軽郡
    - 相内村 ← 相内村、太田村
    - 脇元村 ← 脇元村、磯松村

  - 西津軽郡
    - 十三村 ← 十三村
- 1955年（昭和30年）3月31日 - 相内村、脇元村、十三村が昭和の大合併で、市浦村となる。
- 2005年（平成17年）3月28日 - 五所川原市、北津軽郡金木町と新設合併して、新しい五所川原市となり消滅。市浦村域は新・五所川原市の飛地となった。

### 村名の由来
弘前藩の四つの良港（青森、鯵ヶ沢、深浦、十三）が「四浦」と称されており、その一つである十三港と旧三村が深くかかわっていたことが由来。しかし、四は死に通じることから嫌い、「市浦」と名付けられた。

## 経済

### 産業
- 主な産業
  - 漁業（シジミ漁）
  - 林業（製材等）
  - 農業
  - 畜産業

## 姉妹都市・提携都市

### 国内
- 北海道上ノ国町 - 1988年（昭和63年）11月6日

## 地域

### 教育
- アトム保育園
- 市浦村立市浦小学校→五所川原市立市浦小学校
- 市浦村立市浦中学校→五所川原市立市浦中学校
- 青森県立金木高等学校市浦分校

## 交通

### 鉄道
村内を鉄道路線は通っていない。最寄り駅は、津軽鉄道津軽鉄道線津軽中里駅。

### バス
- 弘南バス
  - 五所川原-小泊線（金木・中里経由）
  - 五所川原-小泊線（十三経由）

### 道路
- 一般国道
  - 国道339号
- 都道府県道
  - 青森県道12号鰺ケ沢蟹田線

## 名所・旧跡・観光スポット・祭事・催事

### 名所・旧跡・観光スポット
- 十三湖
- 十三湊遺跡（国の史跡に指定）
- 中の島ブリッジパーク（中島遺跡）
- 神明宮（十三神明宮）
- 湊明神宮（湊神社、浜の明神遺跡）
- 山王坊日吉神社（山王坊遺跡）
- 福島城跡
- 唐川城跡・展望台

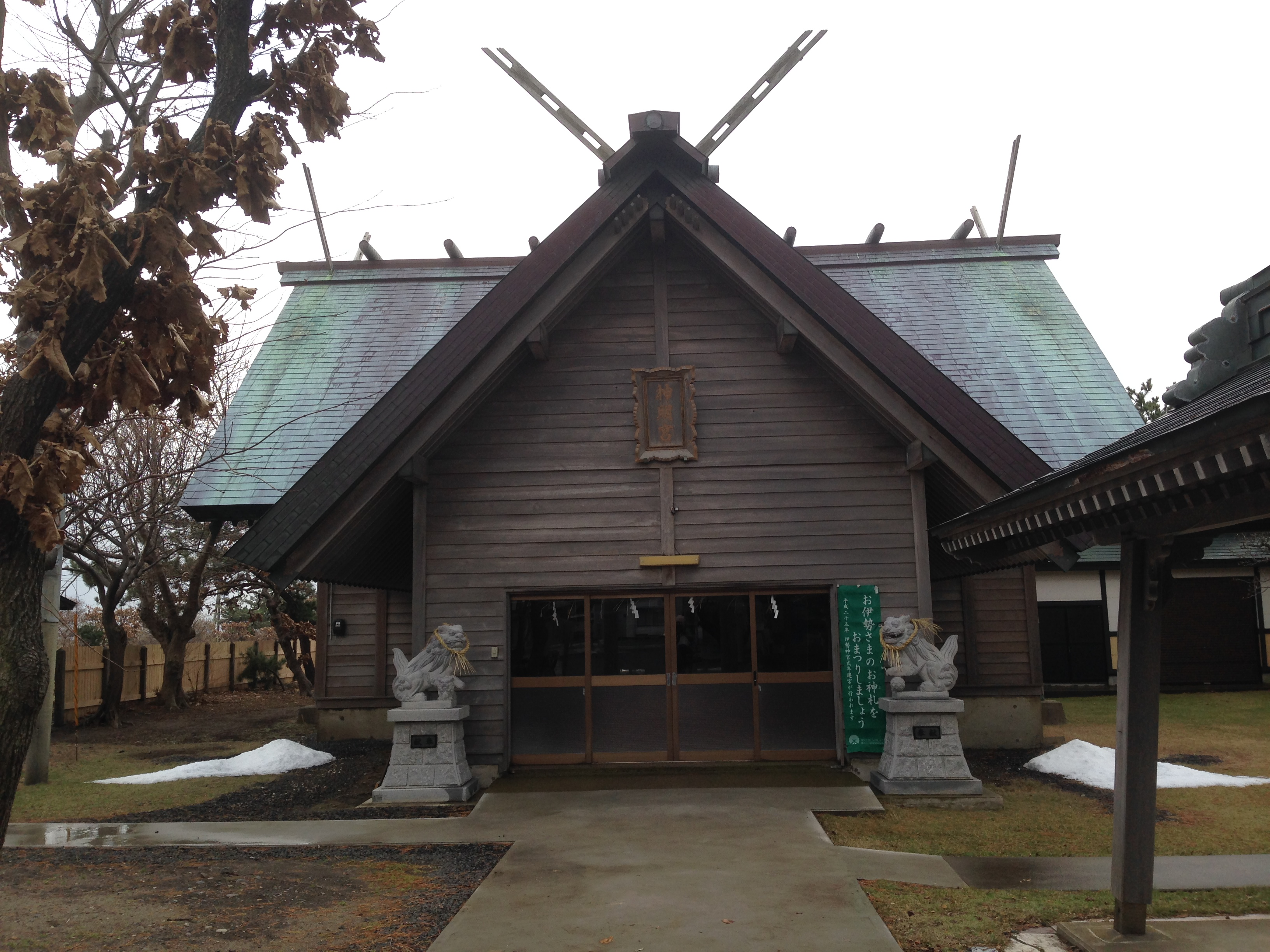
神明宮（十三地区）の拝殿

- 道の駅十三湖高原（トーサムグリーンパーク）
- し〜うらんど海遊館
- 脇元海辺ふれあいゾーン（脇元海水浴場）

### 祭事・催事
- 青い森YOSAKOIの集い
- 虫送り
- お山参詣
- 十三の砂山（十三地区に伝承する盆歌および盆祭り）